# Renault UE
La Chenillette Renault UE era un trattore d'artiglieria e veicolo portamunizioni cingolato prodotto dalla francese Renault tra il 1932 ed il 1940. Il mezzo fu usato, oltre che dall'Armée de terre, da diversi eserciti durante la seconda guerra mondiale, tra i quali lo Heer ed il Regio Esercito.
Nel 1930 la fanteria francese decise di sviluppare un veicolo blindato leggero per il traino ed il rifornimento di cannoni leggeri e mortai. Nel 1931 la Renault ricevette il contratto per la produzione del suo Renault UE, combinato con il suo rimorchio Renault UK. Nel 1937, tra un ristretto numero di competitori, la versione migliorata Renault UE2 venne scelto per la produzione in larga scala. Furono prodotti oltre 5.000 veicoli di entrambi i modelli, che divennero parte dell'equipaggiamento standard di tutte le divisioni di fanteria francesi. La maggior parte delle Renault UE francesi erano disarmate; gli esemplari di preda bellica immessi in servizio dalla Wehrmacht furono spesso equipaggiate invece con mitragliatrici, cannoni anticarro e razzi d'artiglieria.

## Storia

### Sviluppo
I comandi della fanteria francese fin dal 1922 perseguirono la politica della meccanizzazione di massa dei propri reparti. Le restrizioni di bilancio rendevano irrealistico equipaggiare completamente tutte le unità con veicoli trasporto truppe, ma la produzione di massa di blindati più piccoli da usare come portamunizioni e porta-armi (mitragliatrici e mortai) sembrava fattibile. Per alcuni anni la decisione di produrre questi mezzi venne rimandata, ma dopo il 1929 si decise di sviluppare un singolo mezzo per rispondere a questi diversi requisiti. Nella primavera del 1930 vennero valutati diverse opzioni, tra le quali un autocarro da 3,5 t e gli esistenti semicingolati Citroën-Kégresse. Nel frattempo la Brandt, un'azienda armiera senza esperienze nel campo veicolare, dava inizio ad una cooperazione con la britannica Vickers per realizzare un veicolo per il proprio mortaio Brandt 81 mm Mle 1927; essa propose alle forze armate francesi il tankette Carden-Loyd prodotto su licenza, oltre ad un veicolo più grande ed uno più piccolo con i relativi rimorchi, sempre della Vickers, rispettivamente come veicolo porta-arma e veicolo da rifornimento. Il 24 luglio 1930 la "Commissione di Vincennes" rigettò l'autocarro ed i semicingolati, in quanto troppo pesanti, mentre fu soddisfatta dalle prestazioni del piccolo veicolo porta-arma tipo Vickers. Il 7 ottobre venne deciso di sviluppare tale veicolo sotto il nome di Type N. I prototipi vennero ordinati nel dicembre 1930 a tre aziende: Renault, Citroën e Brandt. La Renault tuttavia dichiarò che non era intenzionata ad acquistare licenze di produzione a meno che il Governo non compensasse totalmente la spesa; le tre compagnie vennero quindi invitate a produrre un veicolo simile al Vickers e non una copia. Gli ordini riguardavano trattori corazzati con relativi rimorchi cingolati e rimorchi pesanti per il trasporto del trattore stesso al gancio di autocarri.
Il primo prototipo ad essere terminato era quello della Renault, che anch'essa aveva ricevuto l'ordine di sei set completi. Esso fu testato tra il 15 ed il 23 aprile 1930. Alcuni difetti riscontrati vennero corretti, dopo di che il prototipo fu nuovamente provato il 3 giugno. Un secondo prototipo, dotato di cingoli di gomma, fu testato tra il 28 aprile ed il 12 maggio, ma si rivelò troppo fragile. Il progetto ricevette il nome di fabbrica Renault UE, un codice alfabetico cronologico senza altri significati; il rimorchio venne indicato come Renault UK; il rimorchio per trasporto trattore era un Renault VV, a quattro ruote con balestre. Il mezzo montava il treno di rotolamento tipo Vickers, con guide a doppio binario. Per la Renault questo tipo di cingoli, brevettato nonostante le chiare origini Vickers, rappresentava la soluzione per i gravi problemi che aveva incontrato cercando di adattare le esistenti sospensioni con guide a singolo binario a veicoli ad alta velocità. La Renault prevedeva di sviluppare la UE in un carro armato leggero, aggiungendo una torretta; per questo motivo lo scafo ricordava più un carro armato che un veicolo da rifornimento.
Il 10 ed il 17 dicembre 1930 la Brandt aveva ottenuto un ordine per sei set completi di trattore, rimorchio e rimorchio per trasporto trattore. Per onorare l'accordo con la Vickers, i rimorchi ed uno dei trattori vennero realizzati in Gran Bretagna. Avendo poca esperienza nel settore, la Brandt, pur di produrre in Francia, delegò per il progetto la Latil, azienda specializzata nella produzione di mezzi pesanti. Il prototipo della Latil, presentato il 7 agosto 1931, ricalcava le linee del modello Carden-Loyd e somigliava molto alla successiva Universal Carrier: era un mezzo completamente cingolato e gran parte del veicolo era costituito da una sovrastruttura rettangolare a cielo aperto, per assicurare la maggior superficie di carico possibile; solo l'abitacolo del pilota ed il vano motore erano chiusi superiormente. Il 17 luglio la commissione giudicò il modello pronto per le prove sul campo con le truppe.
Citroën aveva ricevuto ordini per sei prototipi di trattore: tre cingolati e tre semicingolati. Il primo prototipo ad essere completato si discostava abbastanza dal Carden-Loyd: era infatti un piccolo semicingolato con treno di rotolamento tipo Kégresse, con un solo uomo di equipaggio, il pilota, che sedeva in una cupola corazzata dotata di feritoie sul lato sinistro del mezzo, con il motore alla sua destra; solo il muso del veicolo era corazzato. Venne presentato alla "Commissione di Vincennes" il 24 luglio 1931 e testato il 29 luglio. La commissione annotò che il sistema di raffreddamento non funzionava e che non c'era possibilità di sganciare il rimorchio da dentro la cabina del pilota. Il 31 luglio altri due semicingolati vennero consegnati con i primi due rimorchi. Il materiale venne rigettato per l'eccessiva vulnerabilità. Citroën interruppe lo sviluppo di veicoli completamente cingolati ma ricostruì uno dei prototipi semicingolati nel prototipo della più grande autoblindo semicingolata Citroën-Kégresse P28, in seguito prodotta in una cinquantina di esemplari.
In ottobre 1931 il "Conseil Consultatif de l'Armement", pressato dai vertici dell'arma di fanteria per raggiungere una rapida decisione, autorizzò la produzione del veicolo Renault, anche se il processo di verifica sul campo non era stato completato. Il 9 dicembre venne emesso un ordine per cinquanta Chenillette de ravitaillement d'Infanterie Modèle 1931 R. Il 26 marzo 1932 venne ordinata una pre-serie di 50 rimorchi porta-trattore, il primo dei quali consegnato a giugno. Grazie ad altri ordini successivi, nella seconda metà del 1934 iniziò la produzione di massa. I veicoli di serie differivano dai primi per un pannello di identificazione come veicolo di traino (triangolo giallo) fissata superiormente, per nuovi ganci di traino e per una lunga cassa di stivaggio sul lato sinistro. Gli ordini raggiunsero un totale di 793 mezzi il 1 gennaio 1936 e di 1.200 a giugno 1936, 700 dei quali consegnati entro giugno 1936, 920 entro ottobre 1936 e 976 entro il 1º gennaio 1937. In dicembre 1936 il ramo militare della Renault venne nazionalizzato come AMX, che continuò la produzione fino ad un totale di 2.200 esemplari, cui si aggiunsero 100 esemplari realizzati dalla Berliet e 300 dalla Fouga. In totale le Modèle 31 superarono i 2.600 pezzi.

## Tecnica

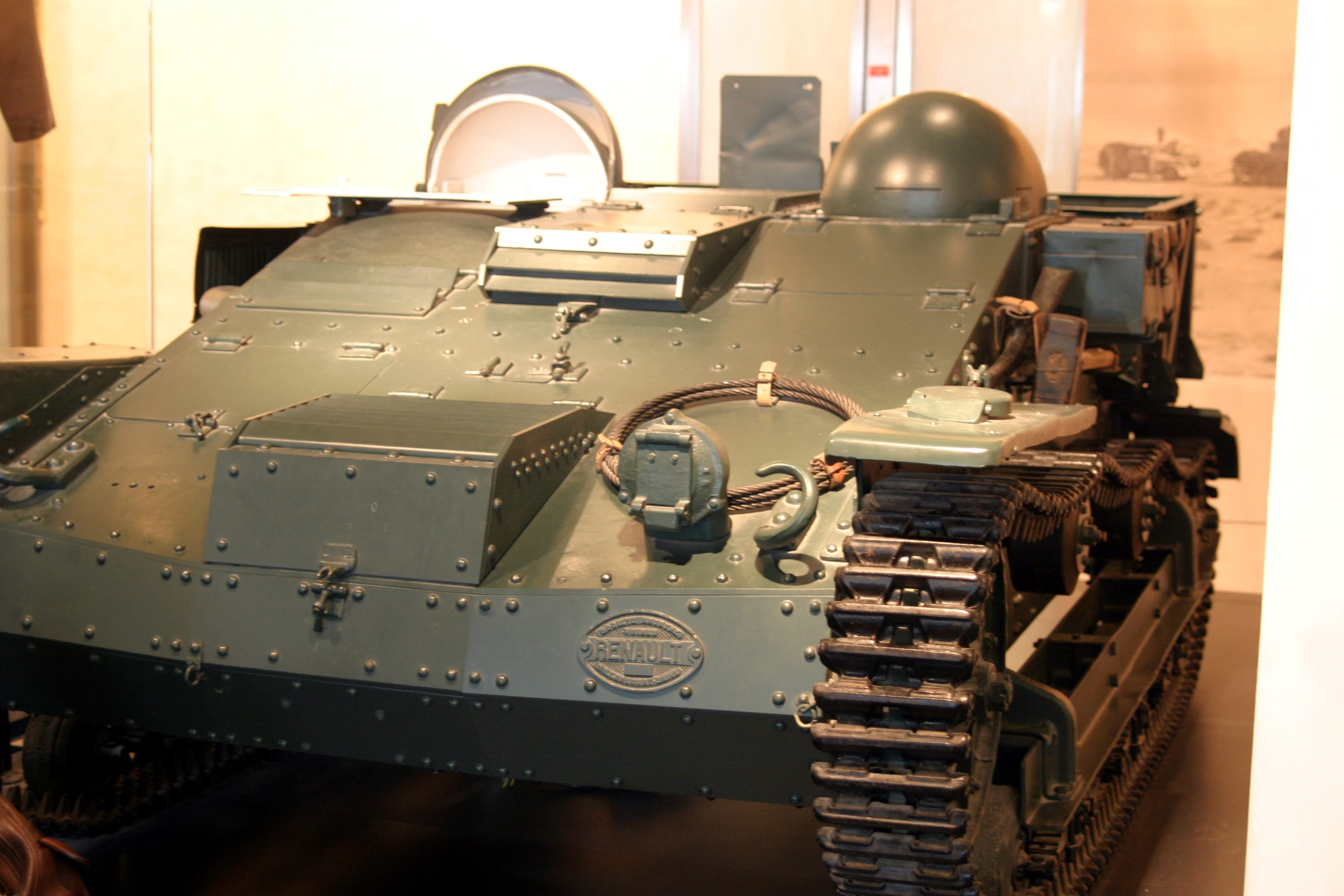
Una Renault UE Chenillette de ravitaillement d'Infanterie Modèle 1931 R nel Musée de l'Armée di Parigi, con i parafanghi dritti, le luci "Restor" ed i ganci a coda di maiale tipici dei veicoli di prima produzione

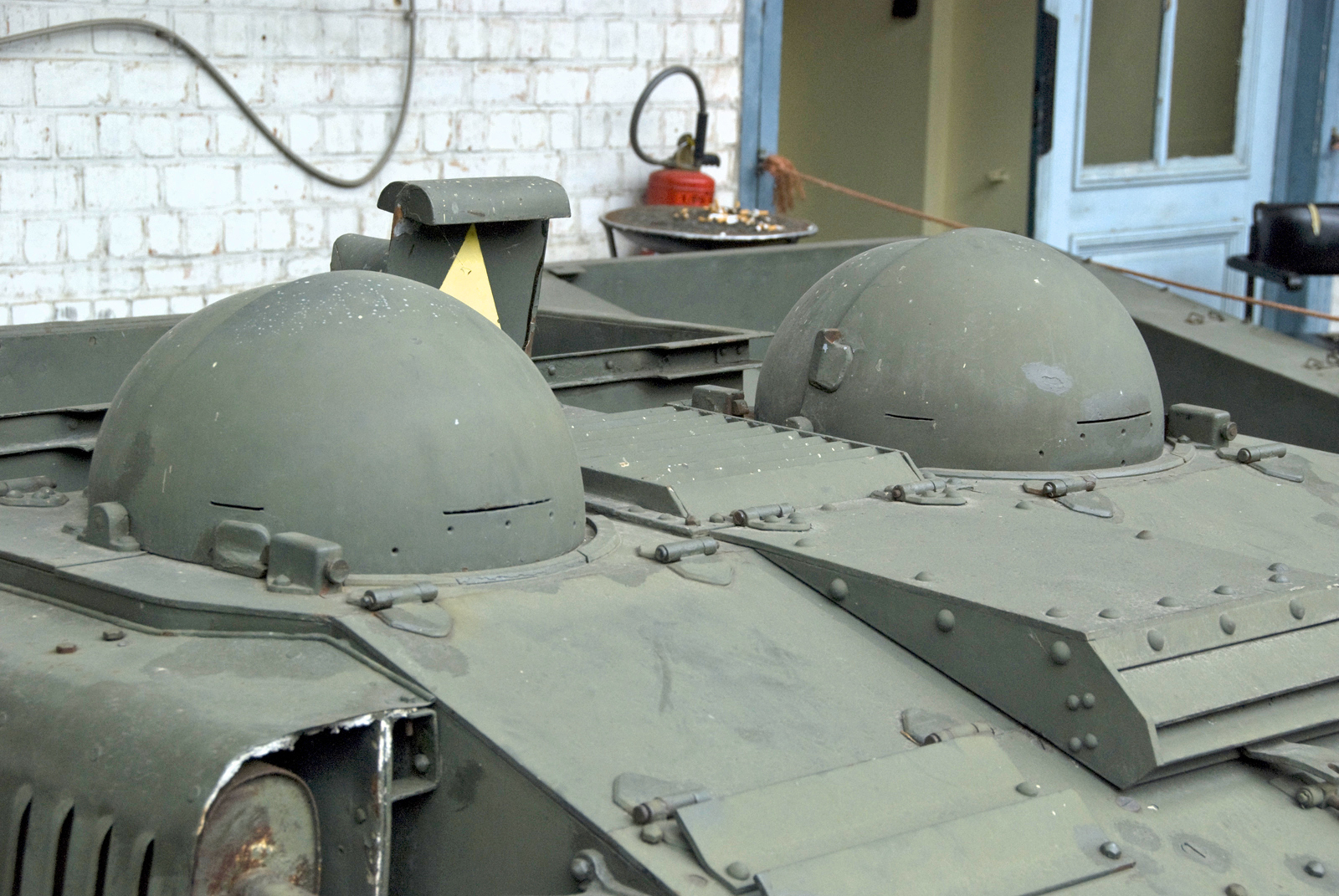
Le "calottes", cupole corazzate dell'equipaggio

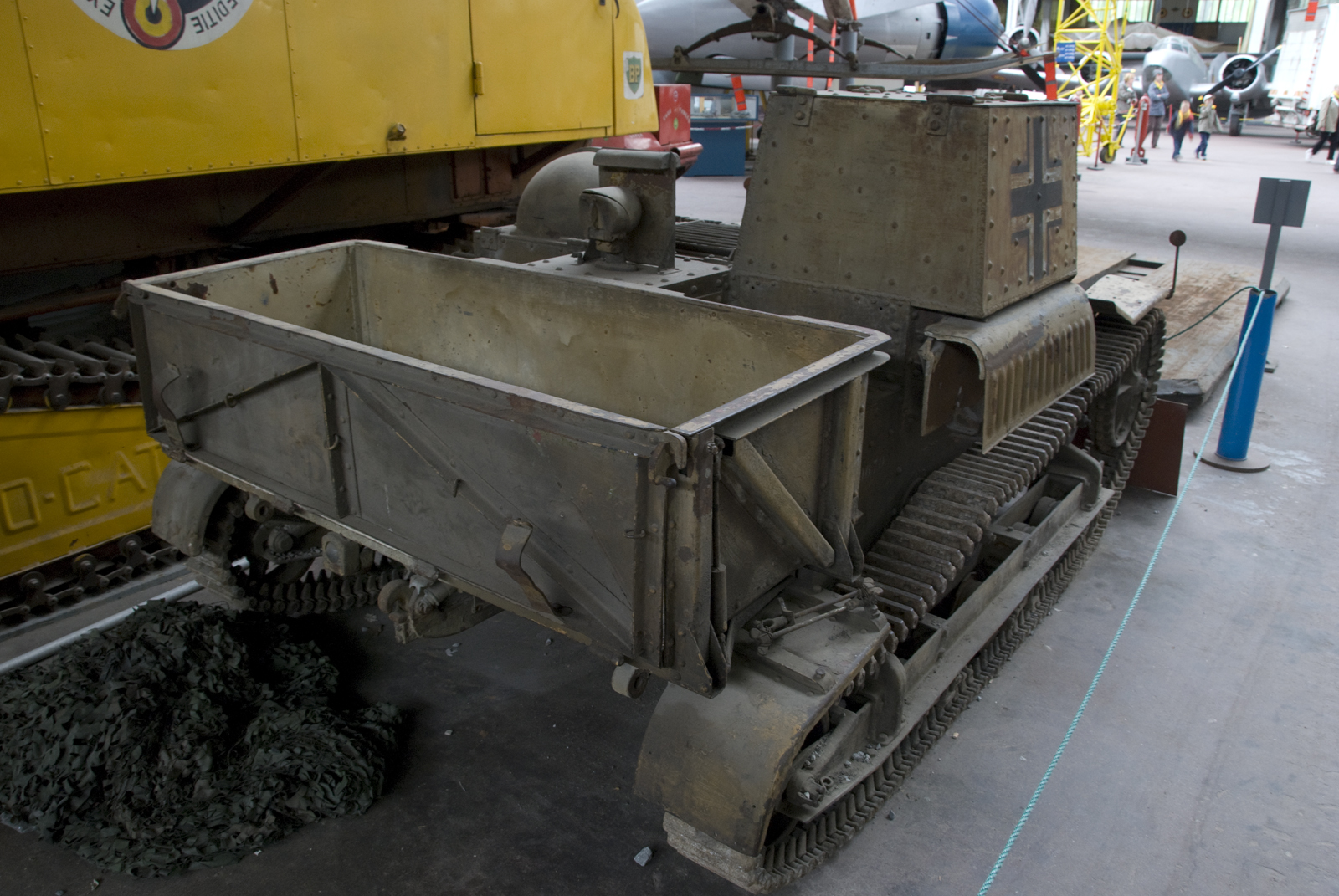
Il cassone

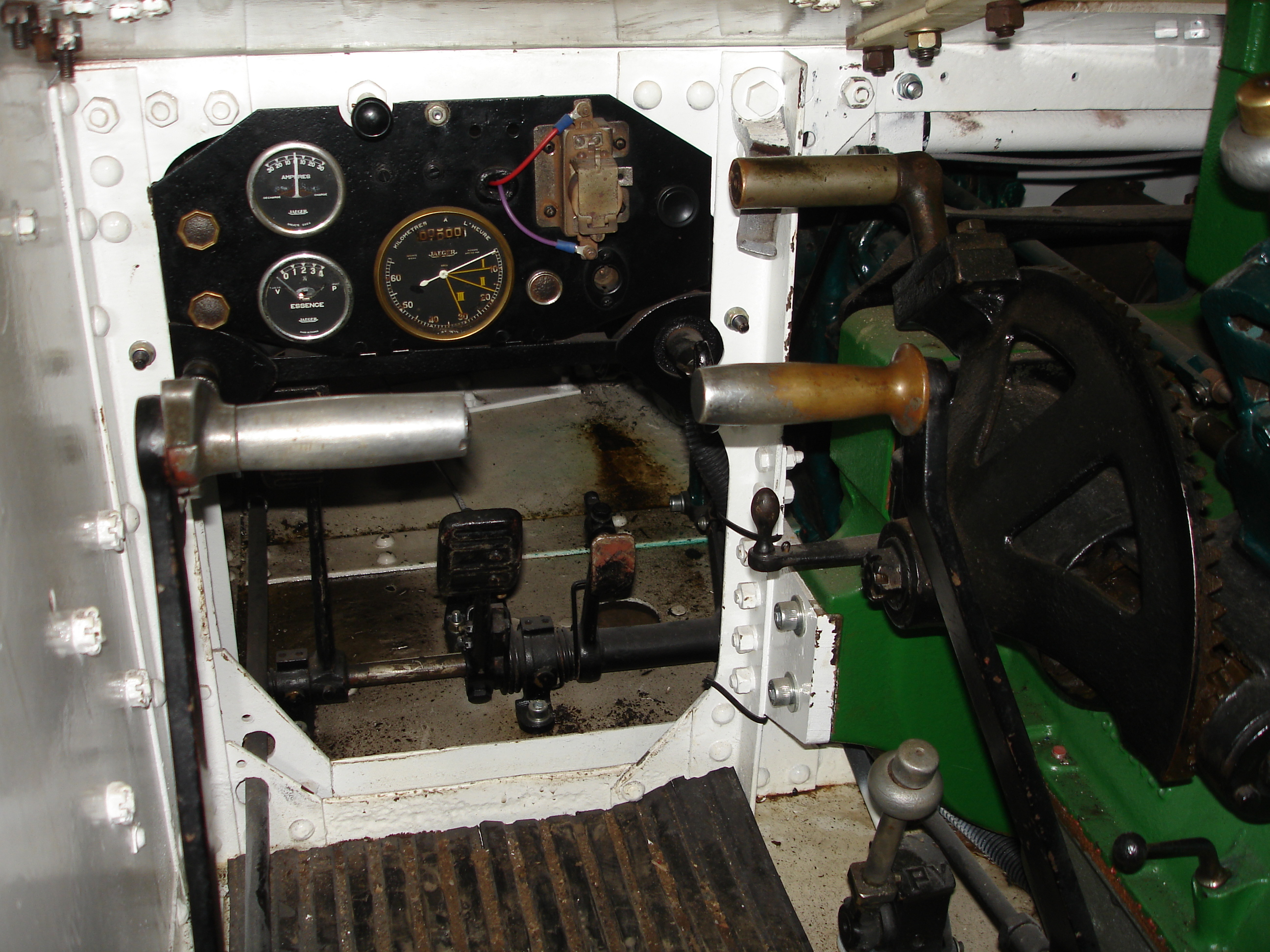
Il posto di guida

La Chenillette (ovvero "cingoletta" o "tankette"), o tracteur blindé ("trattore blindato") come la Renault preferiva chiamarlo, era un veicolo dalle dimensioni estremamente ridotte: lungo 280 centimetri, largo 174 ed alto al tettuccio soli 103 cm, che diventavano 125 cm al punto più alto (la sommità delle cupole). La capacità di carico era limitata: il piccolo cassone rettangolare posteriore era lungo 145 cm (l'intera larghezza dello scafo), largo 60 cm ed alto 36 cm, con una capacità di 350 kg circa (inferiore alle specifiche, che richiedevano 500 kg); la sponda posteriore era incernierata inferiormente ed il cassone poteva essere inclinato per favorire lo scarico. Il carico principale era trasportato dal rimorchio cingolato, una fedele copia del modello Vickers, con cassone largo 145 cm, largo 110 cm ed alto 35 cm; pesava a vuoto 775 kg, con una portata di 600 kg (le specifiche richiedevano solo 400 kg); il cingolo poteva essere rimosso per il traino su strada ed il carrello si muoveva così su quattro ruote stradali.
Il cassone formava il compartimento posteriore del veicolo; il compartimento frontale, più grande, era occupato dall'equipaggio e dal motore. Il propulsore Renault 85 quadricilindrico da 38 hp era posizionato al centro, con il conduttore alla sua sinistra ed il capocarro alla destra. Il cambio a sei marce avanti e due retro, il differenziale e la trasmissione erano davanti al motore. Queste parti meccaniche erano protette da due carter che sporgevano dalla piastra frontale dall'accentuata inclinazione, rimovibili per le ispezioni e le riparazioni. I due membri dell'equipaggio sedevano sotto una cupola corazzata, dotata di feritoie, che costituiva l'unico accesso alle postazioni ed avevano ognuno un serbatoio carburante alle spalle, per una capacità totale di 56 l ed un'autonomia di 100 km. Il tubo di scappamento correva di fronte al capocarro a destra e terminava in un silenziatore sul lato sinistro del mezzo; nei veicoli di ultima produzione era protetto da una blindatura, che però tendeva a surriscaldarsi e venne quindi infine prodotta con feritoie di raffreddamento.
Per ridurre l'altezza del veicolo, esso era costruito in modo che era impossibile per l'equipaggio retrarre le teste al di sotto del tettuccio, che erano quindi protette da due cupole corazzate emisferiche (calottes), dotate di feritoie. La metà anteriore della cupola ruotava indietro come una visiera, permettendo una maggiore visibilità in condizioni non di battaglia. Per accedere alle due postazioni, veniva aperto il tettuccio dell'abitacolo, costituito da una sezione incernierata posteriormente, sulla quale era fissata la cupola, e da una sezione incernierata anteriormente, che congiungeva la piastra inclinata frontale con il bordo della calotta. Una caratteristica originale del mezzo era il sistema di comunicazione interno tra pilota e capocarro: quando le cupole erano chiuse i due erano completamente separati dal vano motore e non potevano quindi comunicare direttamente, né il mezzo era dotato di interfono. Veniva quindi utilizzato un sistema di spie luminose bianca, blu, verde e rossa, lampeggianti o continue, usate dal capocarro per dare ordini al pilota secondo un preciso codice:
- avanti: luce continua bianca.
- a sinistra: luce continua blu.
- a destra: luce continua verde.
- indietro: luce bianca lampeggiante.
- rallentare: luce rossa lampeggiante.
- stop: luce rossa continua.
- sganciare il rimorchio: luce alternata bianca e rossa.
- ribaltare il cassone: luce alternata verde e bianca.

Le sospensioni erano strettamente derivate da quelle tipo Vickers. Il cingolo era largo 184 mm, con 131 piccole maglie; il treno di rotolamento era costituito da ruota motrice anteriore, ruota di rinvio posteriore, due rulli reggicingolo e tre carrelli, ammortizzati da piccole balestre, ognuno su due piccole ruote portanti. Sul prototipo il treno era protetto da una piastra blindata ma questa venne omessa sui mezzi di serie per risparmiare peso, lasciando solo due lunghi angolari a proteggere i carrelli. Allo stesso modo, anche la ruota motrice venne semplificata: sul prototipo era chiusa a disco, mentre sui veicoli di serie aveva sei fori circolari; in seguito venne usata una ruota a sei raggi. L'intero sistema risultò fragile e vulnerabile; per compensare, la velocità massima consentita fu limitata a 30 km/h, anche se il peso limitato a 2,64 t e la potenza del motore di 38 hp avrebbe consentito velocità superiori; durante i test vennero raggiunti i 36 km/h. La limitazione riduceva inoltre il rischio di incidenti quando era agganciato il rimorchio; a pieno carico la velocità su strada si riduceva a 25 km/h, quella fuoristrada a 10 km/h. La capacità di guado era di 30 cm, la trincea superabile di 120 cm, il raggio di sterzata di 3 m, la pendenza superabile del 50%.
Il valore della Chenillette come corazzato da combattimento era limitato. Presso l'esercito francese, il Modèle 31 era disarmato, anche se alcuni veicoli di tarda produzione erano dotati di attacchi per una mitragliatrice antiaerea rimovibile, ma questa avrebbe dovuto essere manovrata dall'esterno del mezzo e da una scomoda posizione rannicchiata a causa della ridotta altezza del veicolo. Per l'equipaggio, anche l'uso delle armi personali da dentro le cupole era estremamente poco pratico. Venne considerata la possibilità di armare il mezzo con una mitragliatrice, ma la "Direction de l'Infanterie" temeva che in quel caso il mezzo sarebbe stato usato come carro leggero invece che nel suo corretto ruolo di rifornimento tattico. Oltre ad essere disarmato, anche la corazzatura era minima. Le piastre verticali avevano uno spessore di 9 mm, le altre, tutte rivettate, di 6 mm, appena sufficienti a bloccare le normali pallottole di fucile e le schegge.

## Renault UE2
Dal 1935, in reazione al riarmo tedesco, la fanteria francese si impegnò in un programma di maggiore espansione e modernizzazione. Parte di questo progetto era il rimpiazzo della Chenillette Modèle 31 con un modello migliorato, che tuttavia doveva rimanere nei limiti di peso del vecchio modello (2,6 t). L'interesse da parte dell'industria francese era alto e durante il 1937 cinque aziende presentarono propri prototipi: Lorraine-Dietrich, Hotchkiss, Fouga, Berliet e Renault.
La Lorraine-Dietrich, un'azienda specializzata nella produzione di locomotive, presentò un trattore e un rimorchio alla "Commission de Vincennes" il 23 aprile 1937. Il prototipo venne testato dal 28 aprile ed il 10 giugno e, anche se più pesante di 4 t rispetto alle specifiche, venne approvato dalla commissione l'8 luglio, con estensione del periodo di prova fino al 23 agosto. Rispetto al Modèle 31, la chenillette Lorraine era più vocata al ruolo di veicolo di supporto: le dimensioni maggiori consentivano una superiore capacità di carico, un maggiore comfort per l'equipaggio ed una maggiore autonomia, mentre le sue sospensioni a due carrelli e quattro grandi ruote portanti assicuravano una buona mobilità tattica. L'8 settembre la commissione concluse che non aveva obiezioni alla produzione di serie; prontamente il prototipo venne presentato, il 25 agosto, alla "Commission de l'Infanterie" presso il poligono di Mourmelon per la valutazione tattica. Chiaramente l'arma di fanteria apprezzò il mezzo ma alla fine decise di sfruttare tutta la capacità produttiva della Lorraine-Dietrich per la più grande Lorraine 37L, vista anche la carenza di trattori d'artiglieria pesanti; un primo ordine per 100 chenillette, emesso nel 1939, in settembre fu convertito in un ordine per 37L.
Il 3 novembre 1937 la Hotchkiss presentò un prototipo di trattore, seguito il 10 dicembre dal prototipo di rimorchio. Tuttavia l'azienda non aveva testato nessuno dei due mezzi, che erano stati trasportati a Vincennes appena terminati. La commissione posticipò quindi le prove per consentire all'azienda la messa a punto finale direttamente sul campo. La chenillette Hotchkiss fu testata a partire dal 10 febbraio 1938. Esso riprendeva le linee della Renault UE; la differenza principale era la presenza di due cassoni invece di uno, disposti sopra ai parafanghi e ribaltabili lateralmente; questa soluzione raddoppiava la capacità di carico. Invece delle cupole, l'equipaggio disponeva di due spaziosi portelli blindati, che servivano sia da visori sia da botole di accesso. Motore, differenziale e sistema di sterzo vennero giudicati accettabili. Il treno di rotolamento risultò troppo fragile, non essendo stato adattato alla massa del veicolo per timore di superare i limiti di peso delle specifiche; esso era costituito da due carrelli, ognuno su due piccole ruote portanti, con ammortizzatori elicoidali orizzontali. Per compensare il maggior carico utile, la grande ruota di rinvio poggiava a terra, riducendo la pressione sul terreno ma aumentando le vibrazioni e la resistenza allo scorrimento del cingolo. La velocità fuoristrada era di soli 15 km/h. Quando, durante i test a pieno carico, i carrelli collassarono completamente, il prototipo venne respinto.
L'azienda aeronautica Fouga presentò un prototipo di trattore e carrello il 2 febbraio 1939, testato a partire dall'8 maggio. Anche questo veicolo era ispirato al Renault UE, ma aveva un tettuccio più alto che ospitava interamente l'equipaggio (rendendo inutili le cupole) ed un maggiore spazio per il carico. Le sospensioni erano su due carrelli per lato, ognuno su due ruote portanti, con ammortizzatori a balestra. Quando venne sottoposto alla commissione, era già stato scelto un modello rivale; tuttavia venne rigettato perché le parti meccaniche erano difficilmente accessibili e perché il livello di vibrazioni era eccessivo.
La Berliet ottenne un ordine per un prototipo il 4 dicembre 1936. Tuttavia trattore e rimorchio furono presentati alla "Commission de Vincennes" solo il 6 marzo 1939, iniziando immediatamente le prove. Anche questo modello ricordava la Renault UE, ma era più alto. Il treno di rotolamento era costituito da tre carrelli per lato, ognuno su due ruote, con sospensioni elicoidali orizzontali. Il peso era di 3,05 t, la velocità di 36 km/h e l'autonomia di 143 km. Il primo rapporto della commissione fu favorevole e le prove ripresero ad aprile, proseguendo fino al 20 maggio, dalle quali emerse che il trattore raggiungeva la velocità di ben 30 km/h anche con il rimorchio al gancio. La commissione concluse, l'8 giugno, che la chenillette Berliet risultava superiore alla Renault UE per velocità, autonomia ed affidabilità meccanica e non opponeva obiezioni alla sua produzione in serie. Tuttavia alla fine fu respinta dall'esercito, che aveva deciso di concentrare la produzione su un solo modello che aveva già rimpiazzato la UE: la Renault UE2.

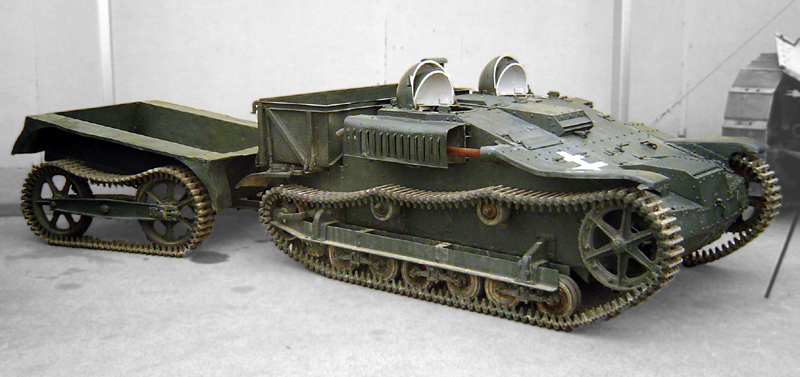
Una Renault UE2 con rimorchio Renault UK esposta al Musée des Blindés di Saumur; i parafanghi curvi posteriormente sono distintivi del Modèle 37

La Renault aveva ulteriormente sviluppato la UE a partire già dal 1931. Alcuni miglioramenti vennero introdotte già sui veicoli di serie, altri trovarono espressione in nuovi prototipi; altri infine rimasero sul tavolo dei progettisti. La Renault fece continuamente pressioni per ottenere finanziamenti statali per finanziare i propri progetti di sviluppo; il 20 dicembre 1934 riuscì così ad ottenere un contratto per una versione migliorata della sua cingoletta, il cosiddetto progetto Renault UE2. Passo passo, tra il 1935 ed il 1936, le componenti migliorate vennero sottoposte alla "Commission de Vincennes" per essere testate e modificate secondo i desideri dell'esercito. Queste modifiche comprendevano: pistoni rinforzati, nuovo cambio a 4 marce avanti e una retro, differenziale rinforzato, parafango anteriore prolungato che posteriormente era piegato verso l'alto a seguire l'inclinazione della piastra frontale, sistema di aggancio semiautomatico per il rimorchio, luce notturna nella parte bassa sinistra del veicolo. Queste modifiche erano tutt'altro che fondamentali, tanto che la commissione ignorava che avrebbero portato ad un nuovo modello, ma Renault sfruttò questi cambiamenti come pretesto per far selezionare la UE2 come successore della UE: le modifiche potevano infatti essere introdotte senza interrompere la produzione, mentre il passaggio ad un modello completamente nuovo avrebbe comportato un ritardo potenzialmente fatale al processo di riarmo della Francia. Queste considerazioni si rivelarono decisive per i vertici dell'esercito ed a novembre 1937 venne decisa la produzione in serie della UE2, con la denominazione ufficiale di Chenillette de ravitaillement d'Infanterie Modèle 1937 R. L'ordine venne assegnato alla AMX (l'ex-ramo militare di Renault nazionalizzato) il 3 dicembre. Vennero coinvolte anche altre fabbriche: la Fouga ottenne un ordine il 2 dicembre e la Berliet il 16 marzo 1938.
Questi impianti non iniziarono immediatamente la produzione del Modèle 37, ma terminarono prima la realizzazione dei lotti precedentemente ordinati di Modèle 31. La progressiva transizione sulle linee di montaggio verso il nuovo modello iniziò solo nell'estate del 1939, quando l'economia francese già lavorava a pieno regime per aumentare la produzione bellica, anche se alcune modifiche, come quelle ai parafanghi, erano apparse già nell'estate del 1936; dall'estate del 1937 il faro originale "Restor" venne sostituito dal faro corazzato "Guicherd". L'esercito non faceva distinzione tra i due UE e spesso nella documentazione tutte le chenillette venivano generalmente indicate alla voce Modèle 31. Il 1 settembre 1939 erano state prodotte 2.838 cingolette di entrambi i modelli. Nel 1940 la produzione venne fissata in 300 veicoli al mese. Per assicurare un così elevato ritmo la Renault acquistò le officine SUP di Pontlieue, per aprire un'altra linea di assemblaggio di UE2. Al 1 aprile 1940 la AMX aveva prodotto 1.080 UE2, la Fouga 260 e la Berliet 310. In maggio le consegne mensili raggiunsero il totale di 509, rese possibili svuotando gli stock di materiali delle fabbriche; il 1 giugno erano state costruite 4.977 cingolette di entrambi i tipi, 4.557 delle quali già consegnate; la produzione totale destinata alla Francia si attestò alla fine a 5.148 mezzi.

## Chenillettesarmate
Nei primi anni trenta, la cavalleria francese necessitava di un piccolo veicolo da esplorazione. Il 27 novembre 1939 la "Section Technique de la Cavalerie" richiese alla Renault di ricostruire uno dei sei prototipi di chenillette in un tankette armato. Nell'inverno del 1932 il prototipo N° 77982 venne trasformato in Automitrailleuse légère de contact tout terrain ("automitragliatrice leggera da esplorazione fuoristrada"); la trasformazione consisteva essenzialmente nell'installazione di una piccola sovrastruttura rettangolare, ospitante frontalmente una blindosfera con una mitragliatrice operata dal capocarro; la cupola venne trasferita sopra la casamatta. Questo modello venne rigettato dai militari perché troppo lento; ulteriori sviluppi comunque portarono poi al carro leggero da cavalleria AMR 33, del quale la UE era la diretta progenitrice.
La Renault cercò sempre di accaparrarsi ordini esteri, ma generalmente senza successo. Per aumentare l'attrattiva della sua UE, la casa produttrice offriva diverse versioni armate. Nel marzo del 1936 il governo cinese ordinò 10 UE armate con mitragliatrici, oltre a 12 carri ZB. Anche se i carri raggiunsero la Cina nel 1940, le chenillettes vennero trattenute a Haiphong dal 1938 a causa delle pressioni giapponesi; nel 1940 vennero infine confiscate dalle autorità coloniali dell'Indocina francese. Inclusi questi veicoli esportati, la produzione di UE salì a 5.158 pezzi.
Durante la campagna di Francia del maggio 1940, il rapido deteriorarsi della situazione francese portò all'emanazione dell'ordine di armare tutti i veicoli cingolati disponibili e di inviarli al fronte. Questi inclusero gli scafi di Renault FT dai quali erano stati rimosse le torrette per trasformarli in veicoli di servizio, i Renault ZT 4 ancora privi di torrette ed anche le Renault UE2 in quel momento in produzione. Il 25 maggio la "Direction d'Infanterie" richiese alla Renault la realizzazione di un prototipo di UE sullo schema di quello prodotto per la Cina, con sovrastruttura armata di mitragliatrice. Altri 200 veicoli già usciti dalle linee di produzione sarebbero dovuti essere modificati con una semplice installazione esterna per la mitragliatrice MAC 1931. Non si conosce quanti di questi due tipi vennero prodotti o modificati.
Il 31 maggio, nel pieno della campagna, venne testata una UE armata con il cannone anticarro Hotchkiss 25 mm Mle. 1934; il 10 giugno vennero ordinati 150 di questi improvvisati cacciacarri; nessuno di questi venne prodotto.

## Şeniletă Malaxa Tip UE
Nel 1937 la Romania, allora alleata della Francia, acquistò circa 10 UE ed ottenne la licenza di produzione di ulteriori esemplari. Così alla fine del 1939 iniziò, presso le officine Malaxa di Bucarest, la produzione della Şeniletă Malaxa Tip UE, usando soprattutto componenti realizzate dall'AMX francese. Le UE rumeno erano esternamente identiche alle UE2 prodotte in Francia. Dovevano essere realizzati 300 esemplari, ma nel marzo 1941 la produzione si interruppe dopo 126 trattori a causa dell'esaurimento delle componenti fornite dalla Francia. La Germania trasferì alle forze armate rumene altre 50 chenillettes di preda bellica. L'esercito rumeno assegnò le cingolette alle compagnie anticarro per il traino dei cannoni 47 mm Mle 1936 (più pesante del corrispondente francese e ritenuto per questo dai francesi non trainabile dalla UE) ed ai reparti di rifornimento dei reggimenti di cavalleria motorizzata. Dopo il 1943, dei 50 veicoli ancora operativi, 33 vennero destinati all'addestramento; da gennaio 1944 settanta veicoli vennero ricostruiti presso le officine Malaxa, rinforzandoli per consentire il traino del più pesante cannone tedesco da 5 cm PaK 38. I veicoli rumeni, inclusi i 10 importati, portarono il totale dei mezzi prodotti a 5.294.

## Altre progettazioni
Uno dei sei prototipi di Renault UE montava cingoli di gomma; questa linea di sviluppo venne ripresa nel 1932 ricostruendo il prototipo come Renault UE Neige ("neve") o UE N. Per una migliore trazione, questo modello montava sospensioni più robuste, cingoli di gomma più larghi e un motore potenziato esacilindrico.
A metà degli anni trenta, la ditta Chaubeyre produsse un prototipo UE di veicolo per la stesura di cortine fumogene, il cui generatore sfruttava un serbatoio da 1.000 l trasportato sul rimorchio UK. Il sistema era controllato dall'abitacolo del capocarro.
Dopo i grossi ordini del 1937, sia AMX che Renault tentarono di introdurre modifiche volte ad ottimizzare la produzione in serie. Alcune di queste furono poi incorporate nella UE2, ma si trattava di quelle meno incisive; i problemi principali rimanevano quelli strutturali al treno di rotolamento, che avevano spinto Fouga e Berliet a proporre proprie chenillettes anche dopo la scelta della UE2. Per poter eventualmente presentare una valida alternativa, AMX e Renault svilupparono un treno di rotolamento più robusto; nel febbraio 1938 Renault presentò alla "Commissione di Vincennes" cingoli più robusti e nuove ruote portanti più resistenti, con un sistema migliorato per impermeabilizzare gli assali. Questi furono testati dal 12 febbraio al 6 luglio ed ancora dal 21 settembre al 21 novembre.
Nel luglio del 1938 venne presentato da Renault anche un prototipo di chenillette allungata, con un quarto carrello ed un terzo rullo reggicingolo nel treno di rotolamento. Per risparmiare peso e smorzare meglio gli shock, il numero di foglie delle balestre venne ridotto da sei a tre. I cingoli erano ovviamente più lunghi, con 156 maglie invece di 131. Il cassone venne allungato a 72 cm ma era meno largo, 123 cm. Internamente venne installata una nuova ventola centrifuga. La lunghezza totale del mezzo saliva a 3,350 m ed il peso a 3,67 t. Le prove sul campo si svolsero dal 13 luglio 1938 all'8 febbraio 1939, durante le quali il veicolo venne ulteriormente modificato. La velocità massima senza rimorchio venne ridotta a 32,7 km/h; ovviamente la trincea superabile saliva a 160 cm. Poiché le prese d'aria erano più in alto, la capacità di guado salì a 45 cm. Tuttavia, l'obiettivo principale, ovvero aumentare l'affidabilità delle sospensioni, non venne raggiunto. I cingoli venivano ancora espulsi, le guide piegate, le molle si rompevano ed interi carrelli si frantumavano, come nei modelli di serie.
Il 22 novembre 1938 AMX presentò un nuovo cingolo, montato solo sul lato destro di un veicolo di prova, in modo da avere una comparazione diretta con il cingolo del vecchio tipo. Dopo 1.500 km, il cingolo normale era completamente usurato e così il cingolo AMX venne trasferito ad un secondo veicolo, con il quale ricominciarono le prove il 9 gennaio 1939; dopo 3.700 km, il 21 marzo, anche il cingolo AMX cedette. La commissione concluse che esso era chiaramente superiore al vecchio, ma il motivo era che impiegava acciaio al cromo, più costoso del 70%, troppo caro per l'esercito francese.
Il 27 settembre 1939 AMX presentò invece un nuovo treno di rotolamento. Esso ricordava quello del carro Renault R35, con due carrelli portanti, molle elicoidali e cilindri idraulici orizzontali e cinque ruote portanti per lato. Il prototipo montava inoltre un nuovo radiatore Chausson e sedili per l'equipaggio sospesi, nettamente più confortevoli. Il prototipo AMX non venne testato immediatamente, ma solo tra il 7 ed il 23 febbraio 1940 insieme ad un secondo prototipo della Renault con sette ruote portanti, con la ruota extra inserita nello spazio creato spostando l'insieme dei carrelli 20 cm indietro. Le prove dimostrarono che le sospensioni AMX, anche se più robuste, influenzavano negativamente le prestazioni del mezzo: velocità ed autonomia calavano del 15%, soprattutto a causa di una scorretta distribuzione del peso. I nuovi sedili, anche se più confortevoli, erano troppo alti ed impedivano a soldati di normale statura di chiudere le cupole. Anche le nuove sospensioni Renault non offrivano chiari vantaggi rispetto alle vecchio in termini di livello di vibrazione e stress dell'equipaggio, cosicché entrambe vennero rigettate come modifiche a veicoli esistenti; il tipo AMX l'11 aprile venne giudicato inadatto anche a future produzioni.

## Impiego operativo
La Renault UE venne impiegata dall'inizio della seconda guerra mondiale dall'Esercito francese e di conseguenza immessa in servizio dallo Heer tedesco e dal Regio Esercito italiano, oltre che in piccoli numeri dall'esercito della Francia libera e da quello rumeno.

### Francia

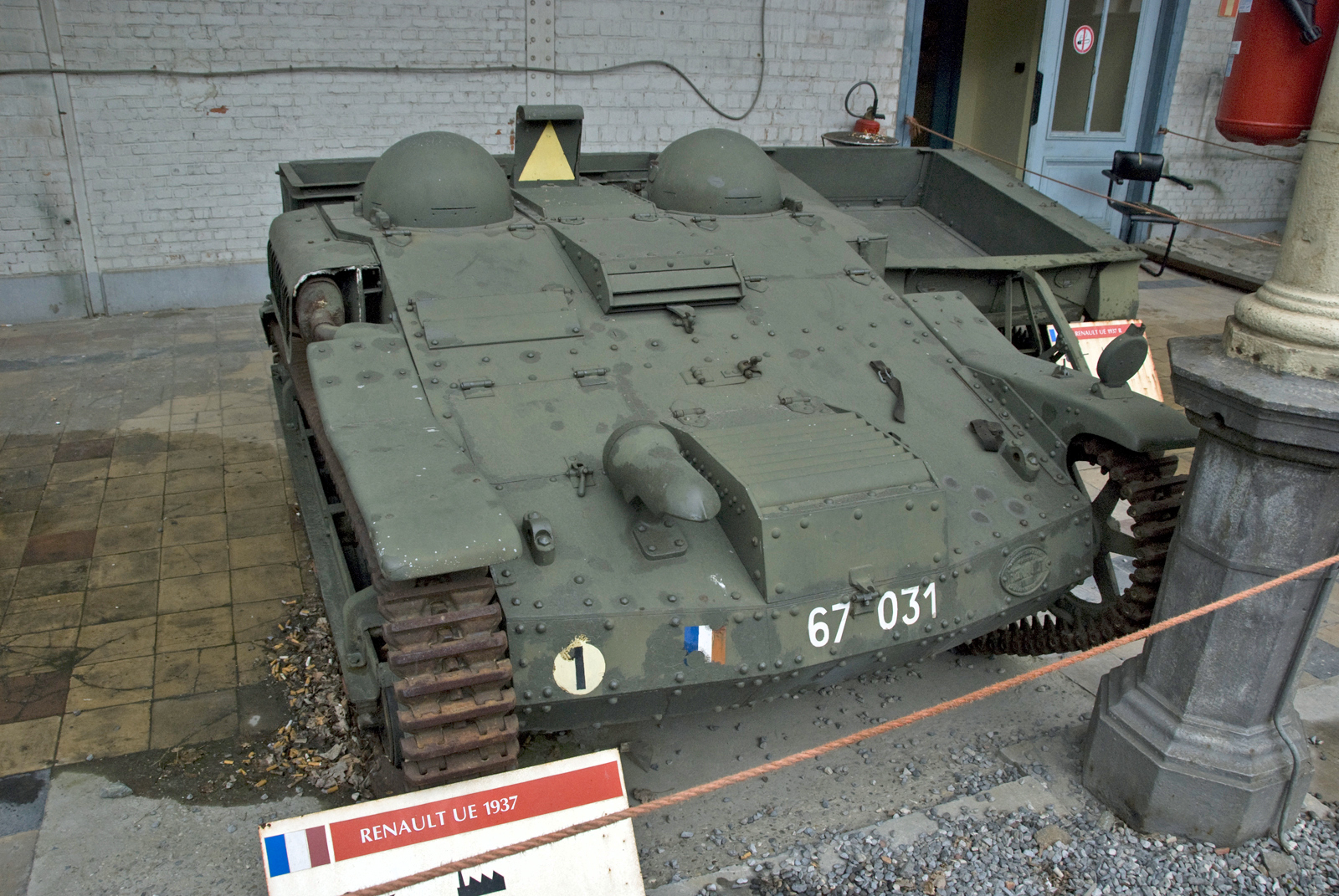
Renault UE nel Museo dell'esercito di Bruxelles.

Le chenillettes vennero principalmente assegnate ai reggimenti di fanteria standard, a partire dal 10 settembre 1932. Sei erano assegnate alla Compagnie hors rang (CHR, "compagnia indipendente", non subordinata a nessun battaglione, impiegata come unità di rifornimento, mantenimento e rimpiazzo) e tre alla Compagnie régimentaire d'engins (CRE), la compagnia armi pesanti di supporto reggimentale. La funzione primaria ufficialmente era quella di un veicolo da approvvigionamento per rifornire le posizioni di prima linea di munizione e provviste, anche sotto il fuoco di artiglieria. La leggera blindatura era sufficiente a fermare piccole schegge di granata e le pallottole di fucili e mitragliatrici sparate da più di 300 m. La UE poteva trasportare o trainare approssimativamente 1.000 kg di materiali, dei quali 350 km sul cassone e 600 kg nel rimorchio. Il carico tipico includeva munizioni per i mortai Brandt 81 mm Mle 1927, per cannoni anticarro Hotchkiss 25 mm Mle. 1934 e per fucili e mitragliatrici. Per indicare che stavano trainando un rimorchio, i trattori sollevavano sul tettuccio un piccolo pannello rettangolare in acciaio con un triangolo giallo su sfondo blu. Lo scafo era normalmente verniciato uniformemente color verde bronzo scuro, non nel complesso pattern a tre-quattro colori dei mezzi da combattimento francesi del tempo. Le postazioni avanzate più esposte al fuoco nemico potevano essere rifornite dal solo trattore, il cui cassone poteva trasportare 150 colpi da 25 mm o 2.688 cartucce per mitragliatrice. Le squadre mortaio e quelle anticarro dovevano spostare autonomamente le loro armi per distanze inferiori a 1.000 m, altrimenti i pezzi venivano caricati sulle UE, due pezzi o 4 mitragliatrici per ogni cingoletta, mentre i serventi seguivano a piedi il mezzo, troppo piccolo per ospitarli; solo il capopezzo, durante il trasporto, sedeva sul mezzo vicino al pilota per indicare la nuova posizione desiderata per il mortaio o il cannone; questa era in pratica l'unica occasione, in un reggimento di fanteria, nella quale la cingoletta aveva un secondo membro di equipaggio: infatti normalmente il pilota era solo, anche se veniva assegnato in organico un assistente. Una chenillette non era mai stabilmente assegnata ad un sistema d'arma; ogni cannone da 25 mm per esempio aveva infatti il proprio tiro di cavalli che provvedeva, in condizioni normali, al traino. Per i trasferimenti a lunga distanza la chenillette veniva normalmente caricata su un autocarro, il quale trainava il rimorchio UK e spesso, su strade buone, dietro anche mortai o cannoni. Il rimorchio VV per il trasporto trattori ufficialmente non faceva parte di questo convoglio; venne fornito in quantità ridotta, uno ogni quattro trattori (due per reggimento) ed era usato principalmente per il recupero di trattori danneggiati. In pratica però non era raro che il rimorchio UK venisse trasportato sul cassone dell'autocarro, che trainava il rimorchio VV con il trattore a bordo; in tal caso la velocità regolamentare del convoglio si riduceva a 15 km/h.
Nelle divisioni di fanteria standard ogni reggimento di fanteria schierava in totale 9 UE; la Compagnie divisionnaire antichar (CDAC) ne aveva in dotazione altri tre, portando a 30 cingolette il totale per ogni divisione.
Nelle divisioni di fanteria meccanizzata le UE erano invece molte di più. Le loro CDAC allineavano 12 chenillettes, una per ogni pezzo da 25 mm, ed in questo caso ogni cannone aveva assegnata stabilmente una sua cingoletta. Le CRE ne schieravano 6, sempre una per ogni pezzo da 25 mm. Ogni battaglione aveva 2 UE assegnate alla propria Compagnie d'accompagnement per il supporto dei due mortai Brandt e dei due cannoni da 25 mm in organico. Il reggimento di fanteria meccanizzata era dotato di 18 chenillettes. Ogni divisione meccanizzata aveva quindi 66 cingolette. Questa dotazione era teorica; la forza reale variava, per esempio se i pezzi da 25 mm erano sostituiti da quelli da 47 mm Mle 1937, troppo pesanti per le UE. In totale l'esercito francese aveva in organico circa 2.500 Renault UE; quando dopo settembre 1939 il numero prodotto crebbe notevolmente, le Modèle 31 più usurate venivano gradualmente ritirate o, a volte, trasferite alle unità del genio militare e di artiglieria. Il 10 maggio 1940 la forza era di 1.278 UE.
Essendo in linea di principio un veicolo disarmato, l'impiego delle UE venne concesso dai tedeschi alle forze della Francia di Vichy senza particolari limitazioni. Le cingolette servirono nei vari scontri nelle colonie, usate sia dalle forze governative sia da quelle della Francia libera. Nel maggio 1943, le forze della Francia libera sperimentarono l'installazione sul retro di una UE di un cannone britannico Ordnance QF 6 lb scudato; a causa delle dimensioni relative di mezzo e cannone, quest'ultimo doveva essere azionato dal retro del mezzo, non essendoci a bordo spazio per i serventi. Dopo prove deludenti, il prototipo venne ripristinato nell'originario ruolo di trattore d'artiglieria. Dopo il D-Day, alcuni mezzi furono adoperati dai partigiani e dalle forze regolari in Francia. Dopo la guerra alcune unità, per ancora pochi anni, continuarono ad usare le UE. Alcuni esemplari furono immessi in servizio dall'esercito siriano.

### Germania

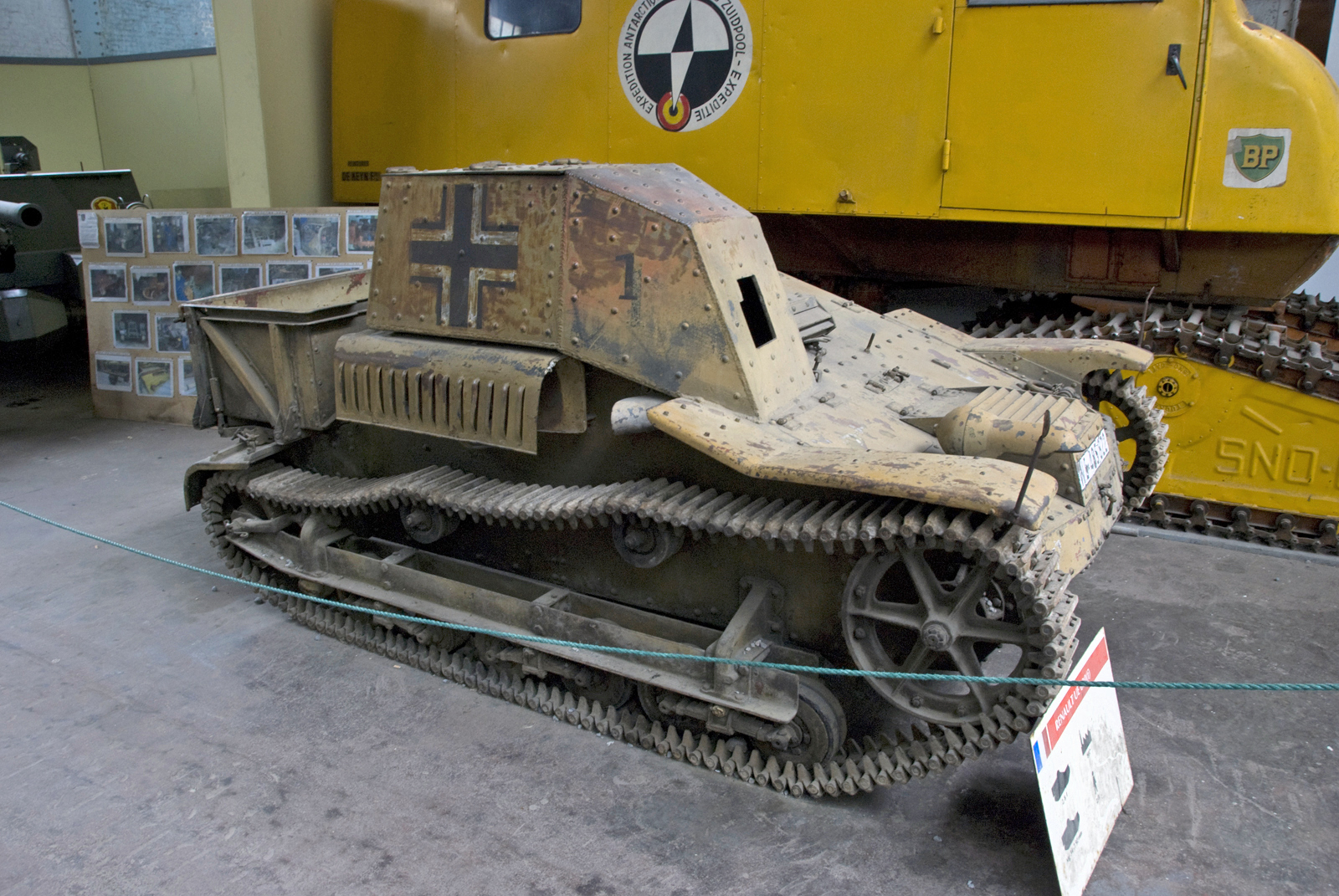
Renault UE2 convertito in Gepanzerte-MG-Träger Renault UE(f). Questo esemplare esposto a Bruxelles ha ancora i colori originali tedeschi

In conseguenza della resa della Francia, circa 3.000 tra UE ed UE2 caddero nelle mani della Wehrmacht. La maggior parte di questi, dopo una revisione presso gli stabilimenti AMX sotto la supervisione della MAN tedesca, venne reimmessa in servizio immodificata per il traino di cannoni anticarro 3,7 cm PaK 36, 5 cm PaK 38 ed infine 7,5 cm PaK 40 e 7,62 cm PaK 36(r) e di quelli d'accompagnamento. Il mezzo venne ridenominato Infanterie UE-Schlepper 630(f). Vennero anche usati nell'originario ruolo di portamunizioni, come Munitionsschlepper Renault UE(f), alcuni con una copertura blindata sul cassone per proteggere il carico dalle esplosioni aeree.
Le chenillettes vennero anche modificate in semoventi d'artiglieria, con l'installazione di un 3,7 cm PaK appena davanti al cassone; non essendoci un vano equipaggio in un mezzo così piccolo, il cannone anticarro doveva essere operato stando dietro al mezzo; nonostante ciò nel 1941 furono realizzati circa 700 esemplari di questo Selbstfahrlafette für 3.7 cm Pak36 auf Renault UE(f).
Una modifica più tardiva fu effettuata dal 1943, con l'installazione di quattro lanciatori Wurfgerät 40/41 per razzi da 28/32 cm. I 40  Selbstfahrlafette für 28/32 cm Wurfrahmen auf Infanterie-Schlepper UE(f) così ottenuti furono prodotti in due versioni: in una i lanciatori erano fissati sulle fiancate dello scafo, nell'altra su una piattaforma rialzata sul retro della UE.
Altre modifiche inclusero: il veicolo trasporto truppe Mannschaftstransportwagen Renault UE(f), prodotto in due versioni; il Gepanzerte-MG-Träger Renault UE(f), dotato di una semplice sovrastruttura armata di mitragliatrice in corrispondenza della postazione del capocarro; Schneeschleuder auf Renault UE(f), cingoletta spazzaneve prodotta in 50 esemplari nel 1942; Schneefräser auf Renault UE(f), anch'esso destinato al combattimento su terreno innevato, con spazzaneve a turbina; Fernmeldekabel-Kraftwagen Renault UE(f), cingoletta posa-cavi telefonici; Panzerkampfwagen-Attrappe auf UE(f), simulacro di carro russo T-34, usato per l'addestramento. Una ricostruzione più complessa richiese il Sicherungsfahrzeug UE(f): un mezzo della Luftwaffe per la protezione delle infrastrutture aeroportuali, con una casamatta armata di MG 34 sulla postazione del capocarro ed un'alta sovrastruttura sul lato posteriore sinistro, sormontata da una torretta armata con una mitragliatrice MG 131 da 13 mm. Altra versione pesantemente modificata era la kleiner Funk- und Beobachtungspanzer auf Infanterie-Schlepper UE(f), un veicolo posto-radio e posto-osservazione di artiglieria, realizzato in 40 esemplari dal Beck-Baukommando in Francia per la 21. Panzer-Division.

### Italia
La Germania trasferì molti UE ai suoi alleati, tra i quali il Regno d'Italia. Nel 1941 il Regio Esercito ricevette 64 cingolette UE ed UE2, usate come veicoli portamunizioni. Alcune furono impiegate in Sicilia, dove nel 1943 vennero catturate dalle truppe alleate sbarcatevi; alcuni esemplari furono usati temporaneamente dall'US Army.

### Polonia
La 1ª e la 2ª Divisione granatieri polacche, in fase di organizzazione ed addestramento in Francia tra il 1939 ed il 1940, erano dotate di UE2. La Brigata autonoma da montagna polacca, anch'essa costituitasi in Francia, ricevette 70 Renault UE2; quando la missione in Finlandia per la quale l'unità era stata addestrata venne cancellata, questi mezzi finirono nelle mani degli inglesi, che le assegnarono prima al Perth Reconnaissance Battalion poi all'addestramento al pilotaggio della 3/16th Tank Brigade polacca.

### Thailandia
Il Reale esercito thailandese catturò un ridotto numero di UE durante la guerra franco-thailandese del 1940-1941.

### Cina
L'Esercito nazionalista usò alcune UE durante la seconda guerra sino-giapponese.